# کتی دلوف
کتی دلوف (انگلیسی: Catie DeLoof؛ زادهٔ ۱۲ فوریهٔ ۱۹۹۷) شناگر اهل ایالات متحده آمریکا است.
وی در مسابقات کشوری و بین‌المللی در مجموع برندهٔ ۱ مدال برنز شده‌است.